# Chabuca Granda
María Isabel Granda Larco, plus connue sous le nom de Chabuca Granda, née à Cotabambas dans la région d'Apurímac au Pérou le 3 septembre 1920, et morte le 8 mars 1983 à Miami aux États-Unis, est une chanteuse, guitariste et compositrice péruvienne.

## Biographie

### Sa jeunesse
María Isabel Granda Larco est née le 3 septembre 1920 dans la ville minière de Cotabambas, dans la région d'Apurímac au Pérou.
Son père Eduardo Granda y Esquivel, né à Lima, travaillait comme ingénieur à la mine tandis que sa mère, Teresa Larco Ferrari, était originaire de Trujillo. Elle se fait baptiser à Lima mais passe les trois premières années de sa vie dans les Andes.
Malgré son éducation dans une école catholique, puis à l'Institut Féminin d'Études Supérieures de l'Université Catholique Pontificale du Pérou, et sa participation dans le chœur (puisqu'elle en devint même la chef de chœur), elle côtoie aussi la musique populaire. D'abord dans la ville balnéaire de Barranco, où elle vécut de 1925 à 1931, à cause de problèmes de santé (elle faisait de l'asthme), ensuite à Lima, quand elle vécut à la Plaza Dos de Mayo, quartier où les musiques noire et créole fleurissaient. Sa famille se lia avec une autre, où travaillait Victoria Angulo, la femme métisse qui inspirera La Flor de la Canela, sa plus célèbre chanson.
Elle prit des cours de guitare avec le compositeur Pablo Casas Padilla, mais cela dura peu, à cause de sa grande impatience. Elle faisait beaucoup de sport, particulièrement du tennis.

### Sa carrière musicale

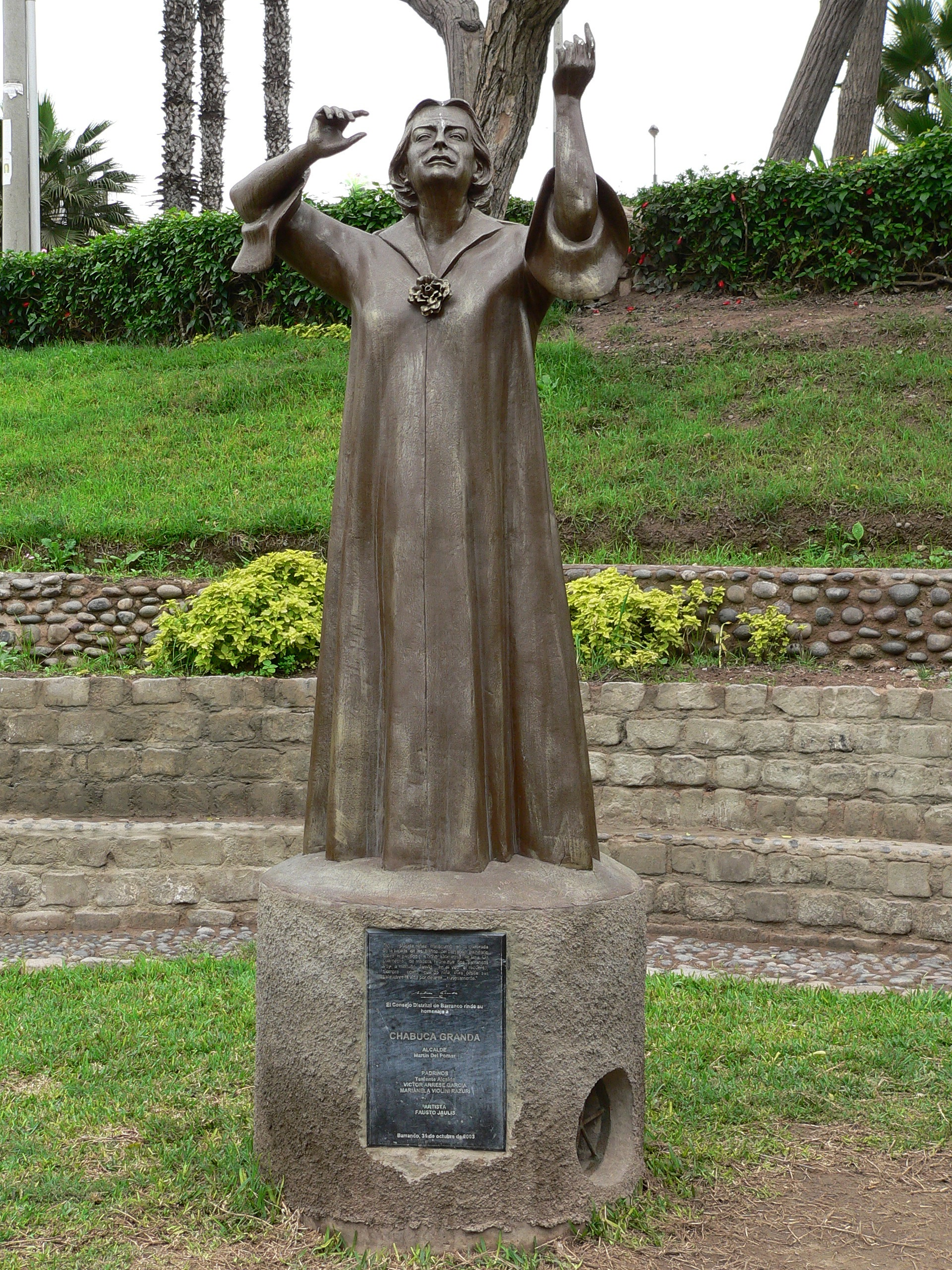
Monument en mémoire de Chabuca Granda.

Chabuca Granda commence sa carrière musicale en chantant des boléros et rancheras mexicains dans les fêtes, clubs, etc. D'abord dans le duo nommé "Luz y Sombra" (la Lumière et l'Ombre) avec Pilar Mujica Álvarez Calderón, dès 1937, puis en trio avec les sœurs Gibson : Martha et Charo. Durant ces jeunes années, María Isabel travaillait comme secrétaire, « mais sans jamais délaisser sa passion pour la musique  ».
C'est à la suite de ce trio que lui vient l'idée de composer elle-même des chansons, au début exclusivement dans le genre des valses criollos (valses créoles). Sa première chanson, Lima de veras ("vraiment Lima", ou "est-ce la vraie Lima?"), est composée en 1948, alors qu'elle a 28 ans. D'ailleurs, elle gagne avec cette chanson le premier prix d'un concours organisé par la Municipalité du Rímac (district de Lima). Il y eut deux autres compositions, toujours des valses créoles, en 1950 [Zaguán ("vestibule") et Callecita escondida (petite rue cachée)], avant la création de celle qui deviendra presque un nouvel hymne national péruvien, aux côtés d' « El Cóndor Pasa » de Daniel Alomía Robles, à savoir « La Flor de la Canela », sa composition la plus célèbre déjà citée.
Celle-ci est une valse péruvienne (on dit un vals peruano, au masculin, en Amérique hispanique), que l'on ne doit pas confondre avec une chanson homonyme : La flor de la canela de Domingo Núñez y Mariano Escobedo, un Huayno péruvien de 1913. Ce titre, —« la Fleur de la Cannelle » en français—, est en espagnol une expression consacrée tombée en désuétude, mais parfois encore employée au Pérou, que l'on utilisait pour dire le caractère exquis ou excellent d'une chose, d'une action ou d'une personne, et que l'on pourrait plutôt traduire comme « le fin du fin » ou « la fine fleur », célébrant ce qui est parfait, le meilleur absolu, selon Covarrubias dans son Tesoro de la Lengua Castellana o Española [Trésor de la langue Castillane ou Espagnole] en 1611. Dans la chanson l'expression désigne la beauté d'une femme métisse de "couleur cannelle" qui lui sert à évoquer « le souvenir de cette Lima bucolique, pleine de verdure et de senteurs, et traversée par le pas de cette belle femme, la Fleur de la Cannelle qu’elle nous invite à suivre sur le chemin du souvenir » et de la nostalgie pour sa Lima natale aujourd'hui bien transformée.
María Isabel était à l'époque (à trente ans) déjà introduite  dans le cercle très fermé des meilleurs chanteurs et musiciens de Lima par son amie María Isabel Sánchez Concha. Celle-ci la mène chez Victoria Angulo, qui habite une petite ferme sur les bords du Rímac, centre de toute l'activité musicale, d'origine noire, qui se faisait à l'époque. Victoria était la sœur des Frères Augusto et Elias Ascuez, les principaux chanteurs de Marinera. C'est ainsi qu'elle eut l'idée de créer une chanson en hommage à Victoria, pour la remercier de son chaleureux accueil. Elle travaillait alors comme conseillère pour la marque Helena Rubinstein dans la principale pharmacie de Lima, écrivant petit à petit sa chanson dans ses moments de liberté.
C'est à l'occasion de l'anniversaire du chanteur José Moreno, que Chabuca ouvre les fenêtres et s'exclame, s'adressant aux passants : « Déjame que te cuente, limeño » ce qui veut dire « Laisse-moi te conter, habitant de Lima ». Elle tenait le début de sa chanson.
Elle chante cette chanson devenue fameuse, « La Flor de la Canela », pour la première fois le 21 juillet 1950, jour des 48 ans de Victoria. C'est à cette époque que María Isabel adopte "Chabuca Granda" comme nom d'artiste.
Puis elle continue à composer, influencée par les gens qui croisaient sa route. En 1963, son père meurt et pour l'occasion elle crée la chanson Fina Estampa. Armando Manzanero en parle dans son autobiographie Con la musica adentro.

### Son art
Ses compositions furent transformées par les grands guitaristes de l'époque qui, sans en trahir l'essence, améliorèrent l'harmonie.
Il faut dire que son style de chansons est d'inspiration afro-péruvienne, principalement la valse, mais aussi le tondero, la copla ou le lando.
Si l’on veut tenter de caractériser son art, on peut dire qu’en tant que compositrice elle a innové « en brisant la structure rythmique conventionnelle du vals peruano ; ses mélodies, d’ample tessiture, alternaient le nouveau langage qu’elle inventait avec le style traditionnel des valses de salon ». En tant qu’auteure, « son écriture révèle une étroite relation, une fusion entre les paroles et la mélodie, qui a évolué avec le temps vers une tendance poétique de plus en plus synthétique », allusive du fait de sa concision, et d’autant plus suggestive que plus elliptique.  « Ses textes ont été souvent traduits et chantés par des interprètes du monde entier, qui ont vu dans ses compositions une expression fine et sensible de la musique du Pérou » aux racines multiples, ainsi que de son atmosphère d’entre-deux guerres et d’après-guerre (européens).
Par exemple, sa chanson fétiche La Flor de la Canela, a été interprétée par de nombreux chanteurs et groupes parmi lesquels on retiendra : « Flor Silvestre, Irma Dorantes, María Martha Serra Lima, Yma Sumac, María Dolores Pradera, trío Los Chamas, Lucha Reyes, Eva Ayllón, Tania Libertad, Bola de Nieve, Pedro Vargas, Pepe Vázquez, Raphael, Amalia Mendoza, Julio Iglesias, Rocío Jurado, Plácido Domingo, Raúl di Blasio, Gian Marco, Carlos Mancinelli, Lola Flores, Los Calchakis, Altiplano, Alturas, Los Chalchaleros, Los Machucambos, Los Panchos, Savia Andina, Zulma Yugar, Wayanay Inka, Eddy Lima, La Lupe, Óscar Chávez, Juan Diego Flores, Helenita Vargas ou Caetano Veloso  ».
En 1981, une série de vidéo d'une durée totale de 3 heures est tournée sur sa collaboration avec Caitro Soto où il montre ses talents de percussionniste, mais aussi de chanteur et de  danseur (zapateo negro del Perú). Ils sont accompagné par  Eusebio Sirio Pititi  (percussions, danse), Álvaro Lagos (guitare). Elle y présente Eva Ayllon, Zoila La Torre, Techy Llontop, Raúl García Zárate etc.

### Vie personnelle
Sa vie personnelle est marquée par son mariage en 1942 avec l'aviateur brésilien Demetrio Fuller da Costa, avec qui elle a trois enfants :  Eduardo Enrique, Teresa Mª Isabel et Carlos Enrique. Mais elle divorce en 1952, ce qui était à l’époque encore très mal vu dans un Pérou très catholique. Ironie du sort, c’est seulement le divorce une fois consommé que María Isabel a pu commencer à déployer son grand talent musical.
Elle meurt le 8 mars 1983 à Miami aux États-Unis d'une ischémie cardiaque.
Elle fut décorée en 1994 à titre posthume de l'ordre du mérite de la femme péruvienne car elle fut un exemple de courage devant les attaques de sa famille qu'elle subit en chantant des chansons populaires.

### Ressources
- (es) Site officiel
- Ressources relatives à la musique :   - Carnegie Hall
  - Discogs
  - Grove Music Online
  - MusicBrainz
  - Muziekweb
  - Todo Tango
- Ressource relative à l'audiovisuel :   - IMDb
- Notice dans un dictionnaire ou une encyclopédie généraliste :   - Dictionnaire universel des créatrices
- Notices d'autorité :   - VIAF
  - ISNI
  - BnF (données)
  - IdRef
  - LCCN
  - GND
  - Espagne
  - Pologne
  - Israël
  - Lettonie
  - WorldCat

### Biographie
- Chabuca Granda (en espagnol)
- Chabuca Granda (en anglais)
- Chabuca Granda - Biografía - La flor de la canela (en espagnol)

### Chansons
- Chabuca Granda, La Flor de la canela : présentation (fr), texte et traduction en français, avec un enregistrement de référence
- Chabuca Granda, Cardo o Ceniza : présentation (fr), texte et traduction en français, avec un enregistrement de référence
- Chabuca Granda, En 300 Millones
- Ha de llegar mi Dueña (Chabuca Granda)
- Chabuca Granda, de nombreux textes de chansons dans ce blog entièrement consacré à la chanteuse péruvienne